# Frank Dittrich
Frank Dittrich (* 23. prosince 1967 Lipsko, NDR) je bývalý východoněmecký a německý rychlobruslař.
Na světové scéně se poprvé představil na vícebojařském světovém šampionátu 1990, ve Světovém poháru závodil od roku 1991. Zúčastnil se Zimních olympijských hrách 1992 (5000 m – 4. místo, 10 000 m – 20. místo) a 1994 (5000 m – 8. místo, 10 000 m – 6. místo). Na Mistrovství světa 1996 získal bronzovou medaili v závodě na 10 000 m, cenné kovy téže hodnoty vybojoval i v následujících letech, včetně jedné medaile z MS ve víceboji 1997. Startoval také na ZOH 1998 (1500 m – 33. místo, 5000 m – 5. místo, 10 000 m – 6. místo) a 2002 (1500 m – 43. místo, 5000 m – 9. místo, 10 000 m – 10. místo). Sportovní kariéru ukončil po sezóně 2003/2004.